# Chlorochadisra chlorchroa
Chlorochadisra chlorchroa är en fjärilsart som beskrevs av Sergius G. Kiriakoff 1968. Chlorochadisra chlorchroa ingår i släktet Chlorochadisra och familjen tandspinnare. Inga underarter finns listade i Catalogue of Life.